# Breathe Again
A Breathe Again Toni Braxton amerikai énekesnő első, Toni Braxton című albumának harmadik kislemeze. Az R&B-balladát gyakran játszották a rádiók 1993 és 1994 folyamán, és az album legsikeresebb kislemeze lett. Ezért a dalért kapta Braxton a második Grammy-díját, szintén legjobb női R&B-előadás kategóriában, 1995-ben.
A dal a 3. helyig jutott az amerikai Billboard Hot 100 slágerlistán és a 4. helyig a Hot R&B/Hip-Hop Singles & Tracks és az Adult Contemporary listán.
A dal videóklipjét Randee St. Nicholas rendezte és fekete-fehérben forgatták. A klipben Braxton egy labirintusban rohan.

## Remixek
1. Breathe Again (Album Mix)
2. Breathe Again (Breathless Mix)
3. Breathe Again (Club Mix)
4. Breathe Again (D’Jeep Mix)
5. Breathe Again (D’Moody Mix)
6. Breathe Again (Extended Club Mix)
7. Breathe Again (Extended Mix)
8. Breathe Again (Instrumental)
9. Breathe Again (Radio Edit)
10. Breathe Again (West End Master Radio Mix)
11. Breathe Again (Wild & Groovy Mix)
12. Breathe Again (Spanish Version)

## Változatok
| CD kislemez (Spanyolország) 1. Breathe Again (Respirando nuevamente – Versión en Castellano) – 4:30 2. Another Sad Love Song (Album Version) CD kislemez (Németország) 1. Breathe Again (Radio Edit) – 4:14 2. Breathe Again (Spanish Version) – 4:30 CD maxi kislemez (USA) 1. Breathe Again (Radio Edit) – 4:14 2. Breathe Again (Extended Mix) – 4:55 3. Breathe Again (Breathless Mix) – 4:54 4. Breathe Again (Club Mix) – 4:20 5. Breathe Again (Spanish Version) – 4:30 CD maxi kislemez (Egyesült Királyság, Németország) 1. Breathe Again (Radio Edit) – 4:14 2. Breathe Again (D’Jeep Mix) – 5:50 3. Breathe Again (Extended Club Mix) – 6:55 4. Breathe Again (D’Moody Mix) – 5:57 5. Breathe Again (Breathless Mix) – 4:54 6. Breathe Again (Spanish Version) – 4:30 Mini CD (Japán), kazetta (USA) 1. Breathe Again – 4:14 2. Breathe Again (Instrumental) Videókazetta (USA, promó) 1. Another Sad Love Song (videóklip) 2. You Mean the World to Me (videóklip) 3. Breathe Again (videóklip) | 12" maxi kislemez 1. Breathe Again (D’Jeep Mix) 2. Breathe Again (Wild & Groovy Mix) 3. Breathe Again (Extended Mix) 4. Breathe Again (Breathless Mix) 5. Breathe Again (Album Mix) 12" maxi kislemez (Egyesült Királyság) 1. Breathe Again (Extended Club Mix) – 6:55 2. Breathe Again (Club Mix Instrumental) – 4:20 3. Breathe Again (Extended Mix) – 4:55 4. Breathe Again (Breathless Mix) – 4:54 5. Breathe Again (Instrumental Remix) – 4:54 2×12" maxi kislemez (USA; promó) 1. Breathe Again (D’Jeep Mix) 2. Breathe Again (West End Master Radio Mix) 3. Breathe Again (Wild & Groovy Mix) 4. Breathe Again (D’Moody Mix) 5. Breathe Again (Extended Club Mix) 6. Breathe Again (Album Mix) 7. Breathe Again (Extended Mix) 8. Breathe Again (Breathless Mix) Kazetta (Egyesült Királyság) 1. Breathe Again (Radio Edit) – 4:14 2. Breathe Again (Spanish Version) – 4:30 3. Breathe Again (Radio Edit) – 4:14 4. Breathe Again (Spanish Version) – 4:30 |

## Helyezések
| Slágerlista (1993)                             | Legmagasabb helyezés |
| ---------------------------------------------- | -------------------- |
| USA Billboard Hot 100                          | 3                    |
| USA Billboard Hot R&B/Hip-Hop Singles & Tracks | 4                    |
| USA Billboard Adult Contemporary               | 4                    |
| Slágerlista (1994)                             | Legmagasabb helyezés |
| Brit kislemezlista                             | 2                    |
| Ír kislemezlista                               | 10                   |
| Német kislemezlista                            | 52                   |